# Coupe du monde de ski de vitesse 2006
Navigation
Édition précédente Édition suivante
La coupe du monde de ski de vitesse 2006 est la 5e édition de la coupe du monde de ski de vitesse. Elle s'est déroulée entre le 4 mars 2006 à Sun Peaks (Canada) et le 22 avril 2006 à Verbier (Suisse). La compétition est mise en place par la fédération internationale de ski où cinq épreuves masculines et cinq féminines déterminent le vainqueur du globe de cristal (récompense faite au vainqueur).
Les cinq épreuves ont eu chronologiquement à Sun Peaks, Orsa (Suède), Hundfjället (Suède) et Verbier.
La compétition est remportée chez les hommes par l'Italien Simone Origone (vainqueur de toutes les épreuves) et chez les femmes par l'Américaine Tracie Sachs (vainqueure de trois épreuves).

## Système de points
Chez les hommes, le vainqueur d'une épreuve de coupe du monde se voit attribuer 100 points pour le classement général. Les skieurs classés aux trente premières places remportent des points.
| Place  | 1er | 2d | 3e | 4e | 5e | 6e | 7e | 8e | 9e | 10e | 11e | 12e | 13e | 14e | 15e | 16e | 17e | 18e | 19e | 20e | 21e | 22e | 23e | 24e | 25e | 26e | 27e | 28e | 29e | 30e |
| ------ | --- | -- | -- | -- | -- | -- | -- | -- | -- | --- | --- | --- | --- | --- | --- | --- | --- | --- | --- | --- | --- | --- | --- | --- | --- | --- | --- | --- | --- | --- |
| Points | 100 | 80 | 60 | 50 | 45 | 40 | 36 | 32 | 29 | 26  | 24  | 22  | 20  | 18  | 16  | 15  | 14  | 13  | 12  | 11  | 10  | 9   | 8   | 7   | 6   | 5   | 4   | 3   | 2   | 1   |

Chez les femmes, le système de points diffère. Il n'y a jamais eu plus de onze participantes à l'une des épreuves.
| Place  | 1er | 2d | 3e | 4e | 5e | 6e | 7e | 8e | 9e | 10e | 11e |
| ------ | --- | -- | -- | -- | -- | -- | -- | -- | -- | --- | --- |
| Points | 25  | 20 | 15 | 12 | 10 | 9  | 8  | 7  | 6  | 5   | 4   |

## Classement général
| Rang | Nom            | Points |
| ---- | -------------- | ------ |
| 1    | Simone Origone | 500    |
| 2    | Philippe May   | 315    |
| 3    | Roger Wickman  | 270    |
| 4    | John Hembel    | 230    |
| 5    | Jonathan Moret | 230    |

| Rang | Nom             | Points |
| ---- | --------------- | ------ |
| 1    | Tracie Sachs    | 107    |
| 2    | Kati Metsapelto | 79     |
| 3    | Elena Banfo     | 57     |
| 4    | Sanna Tidstrand | 45     |
| 5    | Linda Baginski  | 44     |

## Calendrier

### Hommes
| Date          | Lieu        | Vainqueur      | Deuxième       | Troisième       |
| 4 mars 2006   | Sun Peaks   | Simone Origone | Philippe May   | Kenny Dale      |
| 5 mars 2006   | Sun Peaks   | Simone Origone | Kenny Dale     | Philippe May    |
| 26 mars 2006  | Orsa        | Simone Origone | Roger Wickman  | Michel Goumoens |
| 28 mars 2006  | Hundfjället | Simone Origone | John Hembel    | Roger Wickman   |
| 22 avril 2006 | Verbier     | Simone Origone | Jonathan Moret | Philippe May    |

### Femmes
| Date          | Lieu        | Vainqueur       | Deuxième        | Troisième       |
| 4 mars 2006   | Sun Peaks   | Tracie Sachs    | Kati Metsapelta | Sarah McDiarmid |
| 5 mars 2006   | Sun Peaks   | Tracie Sachs    | Kati Metsapelta | Sarah McDiarmid |
| 26 mars 2006  | Orsa        | Tracie Sachs    | Elena Banfo     | Kati Metsapelta |
| 28 mars 2006  | Hundfjället | Elena Banfo     | Sanna Tidstrand | Emilie Wolff    |
| 22 avril 2006 | Verbier     | Sanna Tidstrand | Tracie Sachs    | Kati Metsapelta |